# Magnus Carlsson (arquero)
Magnus Carlsson (15 de junio de 1975) es un deportista sueco que compitió en tiro con arco, en la modalidad de arco compuesto. Ganó una medalla de bronce en el Campeonato Mundial de Tiro con Arco en Sala de 2014 y dos medallas en el Campeonato Europeo de Tiro con Arco al Aire Libre, oro en 2006 y bronce en 2008.

## Palmarés internacional
| Campeonato Mundial en Sala       | Campeonato Mundial en Sala | Campeonato Mundial en Sala | Campeonato Mundial en Sala |
| Año                              | Lugar                      | Medalla                    | Prueba                     |
| -------------------------------- | -------------------------- | -------------------------- | -------------------------- |
| 2014                             | Nimes (Francia)            | Medalla de bronce          | Equipo                     |
| Campeonato Europeo al Aire Libre |                            |                            |                            |
| Año                              | Lugar                      | Medalla                    | Prueba                     |
| 2006                             | Atenas (Grecia)            | Medalla de oro             | Equipo                     |
| 2008                             | Vittel (Francia)           | Medalla de bronce          | Equipo                     |